# Yoshio (cantante mexicano)
Gustavo Nakatani Ávila, conocido comúnmente como su nombre artístico Yoshio (Ciudad de México, 15 de octubre de 1949 - Ciudad de México, 13 de mayo de 2020), fue un cantante mexicano de ascendencia japonesa de las décadas de los años 70 y los 80.

## Primeros años
Hijo de Yoshigei Nakatani y de Emma Ávila, nacido en el barrio de la Merced, recibió el sobrenombre Yoshio («hombre noble», en japonés) debido a que mostraba atributos de nobleza. Su padre fue el inventor de los cacahuates japoneses.
Su hermano mayor era el artista plástico Carlos Nakatani.

## Carrera
Sus grandes éxitos reflejan su herencia y su estilo: por ejemplo, las canciones Samurai, Lo que pasó, pasó (composición de Felipe Gil con la que participó en el Festival OTI, en 1981), Reina de corazones (composición de Pablo Herrero Ibarz y de José Luis Armenteros Sánchez) y A mi manera. Su material discográfico más reciente lleva el título Lo maravi Yoshio de Álvaro Carrillo. Ha participado en festivales tales como Cantemos por México, en 2017. En el Lunario del Auditorio Nacional, celebró en agosto de 2015 45 años de carrera.

## Fallecimiento
En 2020, se publicó la noticia de que se hallaba en terapia intensiva, con base en la sospecha de que se contagió del COVID-19, y desde la última semana de abril de ese año se encontró en tratamiento, internado en el Hospital Xoco. Finalmente, murió el miércoles 13 de mayo de 2020 a las 16:50 horas. Sus restos fueron cremados y sus cenizas están el Panteón Francés de la Piedad.

## Discografía
- Demasiado tarde (1978)
- Yoshio (1979)
- Ámame (1980)
- Lo que pasó, pasó (1981)
- Yoshio (1982)
- Reina de corazones (1984)
- Samurai (1985)
- Tú ni te imaginas (1990)
- 20 grandes éxitos (2001)
- Sentimientos de México (2002)
- Las canciones de mi vida (2002)
- Grandes éxitos (2003)
- La gran colección 60 aniversario (2007)
- Tesoros de colección (2008)
- Demasiado tarde (2012)
- Las 20 principales de Yoshio (2013)
- Amo la vida (2015)
- MaraviYOSHIO composiciones de Álvaro Carrillo (2018)